# ランダフ伯爵

ランダフ伯爵家の紋章。

ランダフ伯爵（ランダフはくしゃく、英: Earl of Landaff）は、アイルランド貴族の爵位。1797年に創設され、1833年に廃絶した。ウェールズの地名ランダフ（Llandaff）に由来するが、綴りは異なる。

## 歴史
ティペラリー県の政治家でアイルランド庶民院議員であるフランシス・マシュー(1738–1806)は1783年10月12日にアイルランド貴族であるティペラリー県トマスタウンのランダフ男爵に、1793年12月4日にランダフ子爵に、1797年11月22日にランダフ伯爵（Earl of Landaff）に叙された。フランシスはのちにアイルランド貴族代表議員も務めた。
その息子で2代伯爵のフランシス・ジェームズ・マシュー(1768–1833)もアイルランド庶民院議員、連合王国庶民院議員、アイルランド貴族代表議員を務めた政治家だった。彼が男子をもうけないまま1833年に死去すると、爵位はすべて廃絶した。

## ランダフ伯爵（1797年）
- 初代ランダフ伯爵フランシス・マシュー（1738年 – 1806年）
- 第2代ランダフ伯爵フランシス・ジェームズ・マシュー（1768年 – 1833年）